# Хилица (Јаши)
Хилица (рум. Hilița) насеље је у Румунији у округу Јаши у општини Костулени. Oпштина се налази на надморској висини од 144 m.

## Становништво
Према подацима из 2002. године у насељу је живело 833 становника, од којих су сви румунске националности.